# Reggenza di Solok Meridionale
La reggenza di Solok Meridionale (in indonesiano: Kabupaten Solok Selatan) è una reggenza dell'Indonesia, situata nella provincia di Sumatra Occidentale.